# Boss Hoss
Boss Hoss Cycles es un fabricante estadounidense de motocicletas, fundado por Monte Warne en 1990 y con sede en Dyersburg, Tennessee. La compañía fabrica motocicletas y tricimotos especiales de alto rendimiento equipados con motores V8, producidos por Chevrolet, que varían en tamaño desde 350 pulgadas cúbicas (5,7 litros) a 502 pulgadas cúbicas (8,2 litros), equipados con transmisiones semiautomáticas, lo que los hace con diferencia las motos más potentes del mundo.[cita requerida] A mediados de la década de 1990, Boss Hoss vendía 300 vehículos por año. A 2006, la compañía había vendido más de 4000 vehículos.
Las motos y tricimotos Boss Hoss se caracterizan no solo por su potencia y tamaño, sino también por su baja vibración, especialmente en comparación con las motocicletas V-twin o monocilíndricas. El efecto de amortiguación de la masa inusualmente grande y el número relativamente alto de cilindros del motor se combina con los engranajes muy altos de la transmisión semiautomática para proporcionar lo que a menudo se describe como "aceleración libre de vibraciones". Esto ha llevado a algunos concesionarios y corredores a describir cariñosamente al Boss Hoss como un "gran scooter ". A pesar de su tamaño, potencia y peso, las motocicletas Boss Hoss ofrecen buen confort de conducción y dinámica de conducción.